# Temporada 1979 de Fórmula 1
La temporada 1979 de Fórmula 1 fue la 30.ª edición del campeonato de Fórmula 1 de la FIA. Estuvo formado por 15 Grandes Premios tanto para el campeonato de pilotos como para el de constructores. Jody Scheckter ganó su único campeonato de pilotos de F1, siendo el único piloto de un país no europeo, americano u oceánico (Sudáfrica) en hacerlo. Por otro lado, Ferrari obtuvo su sexto título en constructores.

## Escuderías y pilotos
La siguiente tabla muestra los pilotos confirmados oficialmente por sus escuderías para el Mundial 1979 de Fórmula 1. 
Nuevamente se mantuvo el sistema de numeración adoptado en la temporada 1974, tomando como parámetros el par numérico "1-2" para el piloto campeón y su escudero, y los resultados del Campeonato de constructores 1973 para designar la numeración de los demás equipos. 
Dado que el campeón 1978 Mario Andretti, pintó el "1" en el morro de su Lotus 79, el equipo Martini Racing Team Lotus intercambió sus dorsales con el equipo Brabham Parmalat Racing Team, el cual pasó a utilizar el par numérico "6-5".
La principal novedad de esta temporada, fue el regreso de la marca Alfa Romeo al ámbito de la Fórmula 1, patrocinando a la escudería Autodelta. En contrapartida, se produjo la baja de las escuderías Team Surtees, Hesketh Racing (desaparecida a mitad de la temporada anterior) y Automobiles Martini, a la vez de producirse la desaparición de distintas estructuras autogestionadas por los propios pilotos.
Por fuera de la tradicional numeración, existieron dorsales que fueron utilizados por pilotos debutantes o pilotos de reserva que ingresaban a competir en determinadas fechas en las que los equipos presentaban hasta tres unidades en pista.
| Equipo                                                  | Chasis     | Chasis                | Motor                                             | Neu. | N.º | Piloto                 | Rondas       |
| ------------------------------------------------------- | ---------- | --------------------- | ------------------------------------------------- | ---- | --- | ---------------------- | ------------ |
| Martini Racing Team Lotus                               | Lotus      | 79 80                 | Ford Cosworth DFV 3.0 V8                          | G    | 1   | Mario Andretti         | Todas        |
| Martini Racing Team Lotus                               | Lotus      | 79 80                 | Ford Cosworth DFV 3.0 V8                          | G    | 2   | Carlos Reutemann       | Todas        |
| Team Tyrrell Candy Team Tyrrell                         | Tyrrell    | 009                   | Ford Cosworth DFV 3.0 V8                          | G    | 3   | Didier Pironi          | Todas        |
| Team Tyrrell Candy Team Tyrrell                         | Tyrrell    | 009                   | Ford Cosworth DFV 3.0 V8                          | G    | 4   | Jean-Pierre Jarier     | 1–9, 12–15   |
| Team Tyrrell Candy Team Tyrrell                         | Tyrrell    | 009                   | Ford Cosworth DFV 3.0 V8                          | G    | 4   | Geoff Lees             | 10           |
| Team Tyrrell Candy Team Tyrrell                         | Tyrrell    | 009                   | Ford Cosworth DFV 3.0 V8                          | G    | 4   | Derek Daly             | 11           |
| Team Tyrrell Candy Team Tyrrell                         | Tyrrell    | 009                   | Ford Cosworth DFV 3.0 V8                          | G    | 33  | Derek Daly             | 14–15        |
| Parmalat Racing Team                                    | Brabham    | BT46 BT48             | Alfa Romeo 115-12 3.0 F12 Alfa Romeo 1260 3.0 V12 | G    | 5   | Niki Lauda             | 1–13         |
| Parmalat Racing Team                                    | Brabham    | BT46 BT48             | Alfa Romeo 115-12 3.0 F12 Alfa Romeo 1260 3.0 V12 | G    | 6   | Nelson Piquet          | 1–13         |
| Parmalat Racing Team                                    | Brabham    | BT49                  | Ford Cosworth DFV 3.0 V8                          | G    | 5   | Ricardo Zunino         | 14–15        |
| Parmalat Racing Team                                    | Brabham    | BT49                  | Ford Cosworth DFV 3.0 V8                          | G    | 6   | Nelson Piquet          | 14–15        |
| Marlboro Team McLaren                                   | McLaren    | M26 M28 M28B M28C M29 | Ford Cosworth DFV 3.0 V8                          | G    | 7   | John Watson            | Todas        |
| Marlboro Team McLaren                                   | McLaren    | M26 M28 M28B M28C M29 | Ford Cosworth DFV 3.0 V8                          | G    | 8   | Patrick Tambay         | Todas        |
| ATS Wheels                                              | ATS        | D2 D3                 | Ford Cosworth DFV 3.0 V8                          | G    | 9   | Hans-Joachim Stuck     | Todas        |
| Scuderia Ferrari SpA SEFAC                              | Ferrari    | 312T3 312T4 312T4B    | Ferrari 015 3.0 F12                               | M    | 11  | Jody Scheckter         | Todas        |
| Scuderia Ferrari SpA SEFAC                              | Ferrari    | 312T3 312T4 312T4B    | Ferrari 015 3.0 F12                               | M    | 12  | Gilles Villeneuve      | Todas        |
| Fittipaldi Automotive                                   | Fittipaldi | F5A F6 F6A            | Ford Cosworth DFV 3.0 V8                          | G    | 14  | Emerson Fittipaldi     | Todas        |
| Fittipaldi Automotive                                   | Fittipaldi | F5A F6 F6A            | Ford Cosworth DFV 3.0 V8                          | G    | 19  | Alex Ribeiro           | 14–15        |
| Equipe Renault Elf                                      | Renault    | RS01 RS10             | Renault-Gordini EF1 1.5 V6 t                      | M    | 15  | Jean-Pierre Jabouille  | Todas        |
| Equipe Renault Elf                                      | Renault    | RS01 RS10             | Renault-Gordini EF1 1.5 V6 t                      | M    | 16  | René Arnoux            | Todas        |
| Samson Shadow Racing Team Interscope Shadow Racing Team | Shadow     | DN9                   | Ford Cosworth DFV 3.0 V8                          | G    | 17  | Jan Lammers            | Todas        |
| Samson Shadow Racing Team Interscope Shadow Racing Team | Shadow     | DN9                   | Ford Cosworth DFV 3.0 V8                          | G    | 18  | Elio de Angelis        | Todas        |
| Olympus Cameras Wolf Racing                             | Wolf       | WR7 WR8 WR9           | Ford Cosworth DFV 3.0 V8                          | G    | 20  | James Hunt             | 1–7          |
| Olympus Cameras Wolf Racing                             | Wolf       | WR7 WR8 WR9           | Ford Cosworth DFV 3.0 V8                          | G    | 20  | Keke Rosberg           | 8–15         |
| Team Ensign                                             | Ensign     | N177 N179             | Ford Cosworth DFV 3.0 V8                          | G    | 22  | Derek Daly             | 1–7          |
| Team Ensign                                             | Ensign     | N177 N179             | Ford Cosworth DFV 3.0 V8                          | G    | 22  | Patrick Gaillard       | 8–12         |
| Team Ensign                                             | Ensign     | N177 N179             | Ford Cosworth DFV 3.0 V8                          | G    | 22  | Marc Surer             | 13–15        |
| Team Merzario                                           | Merzario   | A1B A2 A4             | Ford Cosworth DFV 3.0 V8                          | G    | 24  | Arturo Merzario        | 1–6, 8–15    |
| Team Merzario                                           | Merzario   | A1B A2 A4             | Ford Cosworth DFV 3.0 V8                          | G    | 24  | Gianfranco Brancatelli | 7            |
| Ligier Gitanes                                          | Ligier     | JS11                  | Ford Cosworth DFV 3.0 V8                          | G    | 25  | Patrick Depailler      | 1–7          |
| Ligier Gitanes                                          | Ligier     | JS11                  | Ford Cosworth DFV 3.0 V8                          | G    | 25  | Jacky Ickx             | 8–15         |
| Ligier Gitanes                                          | Ligier     | JS11                  | Ford Cosworth DFV 3.0 V8                          | G    | 26  | Jacques Laffite        | Todas        |
| Albilad-Saudia Racing Team                              | Williams   | FW06 FW07             | Ford Cosworth DFV 3.0 V8                          | G    | 27  | Alan Jones             | Todas        |
| Albilad-Saudia Racing Team                              | Williams   | FW06 FW07             | Ford Cosworth DFV 3.0 V8                          | G    | 28  | Clay Regazzoni         | Todas        |
| Warsteiner Arrows Racing Team                           | Arrows     | A1B A2                | Ford Cosworth DFV 3.0 V8                          | G    | 29  | Riccardo Patrese       | Todas        |
| Warsteiner Arrows Racing Team                           | Arrows     | A1B A2                | Ford Cosworth DFV 3.0 V8                          | G    | 30  | Jochen Mass            | Todas        |
| Team Rebaque                                            | Lotus      | 79                    | Ford Cosworth DFV 3.0 V8                          | G    | 31  | Héctor Rebaque         | 1–6, 8–12    |
| Team Rebaque                                            | Rebaque    | HR100                 | Ford Cosworth DFV 3.0 V8                          | G    | 31  | Héctor Rebaque         | 13–15        |
| Autodelta                                               | Alfa Romeo | 177 179               | Alfa Romeo 115-12 3.0 F12 Alfa Romeo 1260 3.0 V12 | G    | 35  | Bruno Giacomelli       | 6, 8, 13, 15 |
| Autodelta                                               | Alfa Romeo | 177 179               | Alfa Romeo 115-12 3.0 F12 Alfa Romeo 1260 3.0 V12 | G    | 36  | Vittorio Brambilla     | 13–15        |
| Willi Kauhsen Racing Team                               | Kauhsen    | WK                    | Ford Cosworth DFV 3.0 V8                          | G    | 36  | Gianfranco Brancatelli | 5–6          |

## Resultados
| Gran Premio                                 | Fecha            | Circuito            | Piloto ganador        | Constructor ganador | Resultados |
| ------------------------------------------- | ---------------- | ------------------- | --------------------- | ------------------- | ---------- |
| Gran Premio de Argentina                    | 21 de enero      | Oscar y Juan Gálvez | Jacques Laffite       | Ligier-Ford         | Resultados |
| Gran Premio de Brasil                       | 4 de febrero     | Interlagos          | Jacques Laffite       | Ligier-Ford         | Resultados |
| Gran Premio de Sudáfrica                    | 3 de marzo       | Kyalami             | Gilles Villeneuve     | Ferrari             | Resultados |
| Gran Premio del oeste de los Estados Unidos | 8 de abril       | Long Beach          | Gilles Villeneuve     | Ferrari             | Resultados |
| Gran Premio de España                       | 29 de abril      | Jarama              | Patrick Depailler     | Ligier-Ford         | Resultados |
| Gran Premio de Bélgica                      | 13 de mayo       | Zolder              | Jody Scheckter        | Ferrari             | Resultados |
| Gran Premio de Mónaco                       | 27 de mayo       | Mónaco              | Jody Scheckter        | Ferrari             | Resultados |
| Gran Premio de Francia                      | 1 de julio       | Dijon-Prenois       | Jean-Pierre Jabouille | Renault             | Resultados |
| Gran Premio de Gran Bretaña                 | 14 de julio      | Silverstone         | Clay Regazzoni        | Williams-Ford       | Resultados |
| Gran Premio de Alemania                     | 29 de julio      | Hockenheimring      | Alan Jones            | Williams-Ford       | Resultados |
| Gran Premio de Austria                      | 12 de agosto     | Österreichring      | Alan Jones            | Williams-Ford       | Resultados |
| Gran Premio de los Países Bajos             | 26 de agosto     | Zandvoort           | Alan Jones            | Williams-Ford       | Resultados |
| Gran Premio de Italia                       | 9 de septiembre  | Monza               | Jody Scheckter        | Ferrari             | Resultados |
| Gran Premio de Canadá                       | 30 de septiembre | Montreal            | Alan Jones            | Williams-Ford       | Resultados |
| Gran Premio de los Estados Unidos           | 7 de octubre     | Watkins Glen        | Gilles Villeneuve     | Ferrari             | Resultados |

## Clasificaciones

### Puntuaciones
| Posición | 1.º | 2.º | 3.º | 4.º | 5.º | 6.º |
| Puntos   | 9   | 6   | 4   | 3   | 2   | 1   |

### Campeonato de Pilotos
| Pos. | Piloto                 | ARG | BRA | RSA | USW | ESP | BEL | MON  | FRA | GBR | GER | AUT | NED | ITA | CAN | USA | Puntos  |
| ---- | ---------------------- | --- | --- | --- | --- | --- | --- | ---- | --- | --- | --- | --- | --- | --- | --- | --- | ------- |
| 1    | Jody Scheckter         | Ret | 6   | 2   | 2   | 4   | 1   | 1    | 7   | 5   | 4   | 4   | 2   | 1   | 4   | Ret | 51 (60) |
| 2    | Gilles Villeneuve      | Ret | 5   | 1   | 1   | 7   | 7   | Ret  | 2   | 14  | 8   | 2   | Ret | 2   | 2   | 1   | 47 (53) |
| 3    | Alan Jones             | 9   | Ret | Ret | 3   | Ret | Ret | Ret  | 4   | Ret | 1   | 1   | 1   | 9   | 1   | Ret | 40 (43) |
| 4    | Jacques Laffite        | 1   | 1   | Ret | Ret | Ret | 2   | Ret  | 8   | Ret | 3   | 3   | 3   | Ret | Ret | Ret | 36      |
| 5    | Clay Regazzoni         | 10  | 15  | 9   | Ret | Ret | Ret | 2    | 6   | 1   | 2   | 5   | Ret | 3   | 3   | Ret | 29 (32) |
| 6    | Patrick Depailler      | 4   | 2   | Ret | 5   | 1   | Ret | 5    |     |     |     |     |     |     |     |     | 20 (22) |
| 7    | Carlos Reutemann       | 2   | 3   | 5   | Ret | 2   | 4   | 3    | 13  | 8   | Ret | Ret | Ret | 7   | Ret | Ret | 20 (25) |
| 8    | René Arnoux            | Ret | Ret | Ret | DNS | 9   | Ret | Ret  | 3   | 2   | Ret | 6   | Ret | Ret | Ret | 2   | 17      |
| 9    | John Watson            | 3   | 8   | Ret | Ret | Ret | 6   | 4    | 11  | 4   | 5   | 9   | Ret | Ret | 6   | 6   | 15      |
| 10   | Didier Pironi          | Ret | 4   | Ret | DSQ | 6   | 3   | Ret  | Ret | 10  | 9   | 7   | Ret | 10  | 5   | 3   | 14      |
| 11   | Jean-Pierre Jarier     | Ret | Ret | 3   | 6   | 5   | 11  | Ret  | 5   | 3   |     |     | Ret | 6   | Ret | Ret | 14      |
| 12   | Mario Andretti         | 5   | Ret | 4   | 4   | 3   | Ret | Ret  | Ret | Ret | Ret | Ret | Ret | 5   | 10  | Ret | 14      |
| 13   | Jean-Pierre Jabouille  | Ret | 10  | Ret | DNS | Ret | Ret | NC   | 1   | Ret | Ret | Ret | Ret | 14  | Ret | Ret | 9       |
| 14   | Niki Lauda             | Ret | Ret | 6   | Ret | Ret | Ret | Ret  | Ret | Ret | Ret | Ret | Ret | 4   |     |     | 4       |
| 15   | Elio de Angelis        | 7   | 12  | Ret | 7   | Ret | Ret | DNQ  | 16  | 12  | 11  | Ret | Ret | Ret | Ret | 4   | 3       |
| 16   | Nelson Piquet          | Ret | Ret | 7   | 8   | Ret | Ret | Ret  | Ret | Ret | 12  | Ret | 4   | Ret | Ret | Ret | 3       |
| 17   | Jacky Ickx             |     |     |     |     |     |     |      | Ret | 6   | Ret | Ret | 5   | Ret | Ret | Ret | 3       |
| 18   | Jochen Mass            | 8   | 7   | 12  | 9   | 8   | Ret | 6    | 15  | Ret | 6   | Ret | 6   | Ret | DNQ | DNQ | 3       |
| 19   | Riccardo Patrese       | DNS | 9   | 11  | Ret | 10  | 5   | Ret  | 14  | Ret | Ret | Ret | Ret | 13  | Ret | Ret | 2       |
| 20   | Hans-Joachim Stuck     | DNQ | Ret | Ret | DSQ | 14  | 8   | Ret  | DNS | DNQ | Ret | Ret | Ret | 11  | Ret | 5   | 2       |
| 21   | Emerson Fittipaldi     | 6   | 11  | 13  | Ret | 11  | 9   | Ret  | Ret | Ret | Ret | Ret | Ret | 8   | 8   | 7   | 1       |
| NC   | Héctor Rebaque         | Ret | DNQ | Ret | Ret | Ret | Ret |      | 12  | 9   | Ret | DNQ | 7   | DNQ | Ret | DNQ | 0       |
| NC   | Patrick Tambay         | Ret | Ret | 10  | Ret | 13  | DNQ | DNQ  | 10  | 7   | Ret | 10  | Ret | Ret | Ret | Ret | 0       |
| NC   | Ricardo Zunino         |     |     |     |     |     |     |      |     |     |     |     |     |     | 7   | Ret | 0       |
| NC   | Geoff Lees             |     |     |     |     |     |     |      |     |     | 7   |     |     |     |     |     | 0       |
| NC   | Derek Daly             | 11  | 13  | DNQ | Ret | DNQ | DNQ | DNQ  |     |     |     | 8   |     |     | Ret | Ret | 0       |
| NC   | James Hunt             | Ret | Ret | 8   | Ret | Ret | Ret | Ret  |     |     |     |     |     |     |     |     | 0       |
| NC   | Jan Lammers            | Ret | 14  | Ret | Ret | 12  | 10  | DNQ  | 18  | 11  | 10  | Ret | Ret | DNQ | 9   | DNQ | 0       |
| NC   | Keke Rosberg           |     |     |     |     |     |     |      | 9   | Ret | Ret | Ret | Ret | Ret | DNQ | Ret | 0       |
| NC   | Vittorio Brambilla     |     |     |     |     |     |     |      |     |     |     |     |     | 12  | Ret | DNQ | 0       |
| NC   | Patrick Gaillard       |     |     |     |     |     |     |      | DNQ | 13  | DNQ | Ret | DNQ |     |     |     | 0       |
| NC   | Bruno Giacomelli       |     |     |     |     |     | Ret |      | 17  |     |     |     |     | Ret |     | Ret | 0       |
| NC   | Arturo Merzario        | Ret | DNQ | DNQ | Ret | DNQ | DNQ |      | DNQ | DNQ | DNQ | DNQ | DNQ | DNQ | DNQ | DNQ | 0       |
| NC   | Marc Surer             |     |     |     |     |     |     |      |     |     |     |     |     | DNQ | DNQ | Ret | 0       |
| NC   | Gianfranco Brancatelli |     |     |     |     | DNQ | DNQ | DNPQ |     |     |     |     |     |     |     |     | 0       |
| NC   | Alex Ribeiro           |     |     |     |     |     |     |      |     |     |     |     |     |     | DNQ | DNQ | 0       |
| Pos. | Piloto                 | ARG | BRA | RSA | USW | ESP | BEL | MON  | FRA | GBR | GER | AUT | NED | ITA | CAN | USA | Puntos  |

| Color      | Resultado                          |
| ---------- | ---------------------------------- |
| Oro        | Ganador                            |
| Plata      | 2.º puesto                         |
| Bronce     | 3.er puesto                        |
| Verde      | Finalizó en los puntos             |
| Azul       | Finalizó sin puntos                |
| Azul       | NC - No clasificado                |
| Violeta    | Ret - No terminó                   |
| Rojo       | DNQ - No se clasificó              |
| Rojo       | DNPQ - No se preclasificó          |
| Negro      | DSQ - Descalificado                |
| Blanco     | DNS - No empezó                    |
| Blanco     | WD - Retirado                      |
| Blanco     | C - Carrera cancelada              |
| Azul claro | TD - Entrenamientos libres (2003-) |
| Sin color  | DNP - Inscrito, pero no participó  |
| Sin color  | INJ - Inscrito, pero lesionado     |
| Sin color  | EX - Excluido                      |

| Estado  | Resultado                                                                             |
| ------- | ------------------------------------------------------------------------------------- |
| Negrita | Pole position                                                                         |
| Cursiva | Vuelta rápida                                                                         |
| 1-8     | Posiciones puntuables de clasificación sprint (2021-)                                 |
| †       | No acabó el Gran Premio, pero fue clasificado ya que completó el porcentaje necesario |
| ‡       | Monoplaza compartido                                                                  |
| ~       | Se otorgó la mitad de puntos ya que no se cumplió con el 75% de la carrera            |
| ≠       | No obtuvo puntos ya que era piloto invitado                                           |
| F2      | Inscrito para carrera de Fórmula 2, no sumaba puntos                                  |

### Estadísticas del Campeonato de Pilotos
| Pos. | Piloto                 | Puntos  | Victorias | Podios | Poles |
| ---- | ---------------------- | ------- | --------- | ------ | ----- |
| 1    | Jody Scheckter         | 51 (60) | 3         | 6      | 1     |
| 2    | Gilles Villeneuve      | 47 (53) | 3         | 7      | 1     |
| 3    | Alan Jones             | 40 (43) | 4         | 5      | 3     |
| 4    | Jacques Laffite        | 36      | 2         | 6      | 4     |
| 5    | Clay Regazzoni         | 29 (32) | 1         | 5      |       |
| 6    | Patrick Depailler      | 20 (22) | 1         | 2      |       |
| 7    | Carlos Reutemann       | 20 (25) |           | 4      |       |
| 8    | René Arnoux            | 17      |           | 3      | 2     |
| 9    | John Watson            | 15      |           | 1      |       |
| 10   | Didier Pironi          | 14      |           | 2      |       |
| 11   | Jean-Pierre Jarier     | 14      |           | 2      |       |
| 12   | Mario Andretti         | 14      |           | 1      |       |
| 13   | Jean-Pierre Jabouille  | 9       | 1         | 1      | 4     |
| 14   | Niki Lauda             | 4       |           |        |       |
| 15   | Elio de Angelis        | 3       |           |        |       |
| 16   | Nelson Piquet          | 3       |           |        |       |
| 17   | Jacky Ickx             | 3       |           |        |       |
| 18   | Jochen Mass            | 3       |           |        |       |
| 19   | Riccardo Patrese       | 2       |           |        |       |
| 20   | Hans-Joachim Stuck     | 2       |           |        |       |
| 21   | Emerson Fittipaldi     | 1       |           |        |       |
| NC   | Héctor Rebaque         |         |           |        |       |
| NC   | Patrick Tambay         |         |           |        |       |
| NC   | Ricardo Zunino         |         |           |        |       |
| NC   | Geoff Lees             |         |           |        |       |
| NC   | Derek Daly             |         |           |        |       |
| NC   | James Hunt             |         |           |        |       |
| NC   | Jan Lammers            |         |           |        |       |
| NC   | Keke Rosberg           |         |           |        |       |
| NC   | Vittorio Brambilla     |         |           |        |       |
| NC   | Patrick Gaillard       |         |           |        |       |
| NC   | Bruno Giacomelli       |         |           |        |       |
| NC   | Arturo Merzario        |         |           |        |       |
| NC   | Marc Surer             |         |           |        |       |
| NC   | Gianfranco Brancatelli |         |           |        |       |
| NC   | Alex Ribeiro           |         |           |        |       |

### Campeonato de Constructores
| Pos. | Constructor        | N.º | ARG | BRA | RSA | USW | ESP | BEL | MON  | FRA | GBR | GER | AUT | NED | ITA | CAN | USA | Puntos |
| ---- | ------------------ | --- | --- | --- | --- | --- | --- | --- | ---- | --- | --- | --- | --- | --- | --- | --- | --- | ------ |
| 1    | Ferrari            | 11  | Ret | 6   | 2   | 2   | 4   | 1   | 1    | 7   | 5   | 4   | 4   | 2   | 1   | 4   | Ret | 113    |
| 1    | Ferrari            | 12  | Ret | 5   | 1   | 1   | 7   | 7   | Ret  | 2   | 14  | 8   | 2   | Ret | 2   | 2   | 1   | 113    |
| 2    | Williams-Ford      | 27  | 9   | Ret | Ret | 3   | Ret | Ret | Ret  | 4   | Ret | 1   | 1   | 1   | 9   | 1   | Ret | 75     |
| 2    | Williams-Ford      | 28  | 10  | 15  | 9   | Ret | Ret | Ret | 2    | 6   | 1   | 2   | 5   | Ret | 3   | 3   | Ret | 75     |
| 3    | Ligier-Ford        | 25  | 4   | 2   | Ret | 5   | 1   | Ret | 5    | Ret | 6   | Ret | Ret | 5   | Ret | Ret | Ret | 61     |
| 3    | Ligier-Ford        | 26  | 1   | 1   | Ret | Ret | Ret | 2   | Ret  | 8   | Ret | 3   | 3   | 3   | Ret | Ret | Ret | 61     |
| 4    | Lotus-Ford         | 1   | 5   | Ret | 4   | 4   | 3   | Ret | Ret  | Ret | Ret | Ret | Ret | Ret | 5   | 10  | Ret | 39     |
| 4    | Lotus-Ford         | 2   | 2   | 3   | 5   | Ret | 2   | 4   | 3    | 13  | 8   | Ret | Ret | Ret | 7   | Ret | Ret | 39     |
| 4    | Lotus-Ford         | 31  | Ret | DNQ | Ret | Ret | Ret | Ret |      | 12  | 9   | Ret | DNQ | 7   |     |     |     | 39     |
| 5    | Tyrrell-Ford       | 3   | Ret | 4   | Ret | DSQ | 6   | 3   | Ret  | Ret | 10  | 9   | 7   | Ret | 10  | 5   | 3   | 28     |
| 5    | Tyrrell-Ford       | 4   | Ret | Ret | 3   | 6   | 5   | 11  | Ret  | 5   | 3   | 7   | 8   | Ret | 6   | Ret | Ret | 28     |
| 5    | Tyrrell-Ford       | 33  |     |     |     |     |     |     |      |     |     |     |     |     |     | Ret | Ret | 28     |
| 6    | Renault            | 15  | Ret | 10  | Ret | DNS | Ret | Ret | NC   | 1   | Ret | Ret | Ret | Ret | 14  | Ret | Ret | 26     |
| 6    | Renault            | 16  | Ret | Ret | Ret | DNS | 9   | Ret | Ret  | 3   | 2   | Ret | 6   | Ret | Ret | Ret | 2   | 26     |
| 7    | McLaren-Ford       | 7   | 3   | 8   | Ret | Ret | Ret | 6   | 4    | 11  | 4   | 5   | 9   | Ret | Ret | 6   | 6   | 15     |
| 7    | McLaren-Ford       | 8   | Ret | Ret | 10  | Ret | 13  | DNQ | DNQ  | 10  | 7   | Ret | 10  | Ret | Ret | Ret | Ret | 15     |
| 8    | Brabham-Alfa Romeo | 5   | Ret | Ret | 6   | Ret | Ret | Ret | Ret  | Ret | Ret | Ret | Ret | Ret | 4   |     |     | 7      |
| 8    | Brabham-Alfa Romeo | 6   | Ret | Ret | 7   | 8   | Ret | Ret | Ret  | Ret | Ret | 12  | Ret | 4   | Ret |     |     | 7      |
| 9    | Arrows-Ford        | 29  | DNS | 9   | 11  | Ret | 10  | 5   | Ret  | 14  | Ret | Ret | Ret | Ret | 13  | Ret | Ret | 5      |
| 9    | Arrows-Ford        | 30  | 8   | 7   | 12  | 9   | 8   | Ret | 6    | 15  | Ret | 6   | Ret | 6   | Ret | DNQ | DNQ | 5      |
| 10   | Shadow-Ford        | 17  | Ret | 14  | Ret | Ret | 12  | 10  | DNQ  | 18  | 11  | 10  | Ret | Ret | DNQ | 9   | DNQ | 3      |
| 10   | Shadow-Ford        | 18  | 7   | 12  | Ret | 7   | Ret | Ret | DNQ  | 16  | 12  | 11  | Ret | Ret | Ret | Ret | 4   | 3      |
| 11   | ATS-Ford           | 9   | DNQ | Ret | Ret | DSQ | 14  | 8   | Ret  | DNS | DNQ | Ret | Ret | Ret | 11  | Ret | 5   | 2      |
| 12   | Fittipaldi-Ford    | 14  | 6   | 11  | 13  | Ret | 11  | 9   | Ret  | Ret | Ret | Ret | Ret | Ret | 8   | 8   | 7   | 1      |
| 12   | Fittipaldi-Ford    | 19  |     |     |     |     |     |     |      |     |     |     |     |     |     | DNQ | DNQ | 1      |
| NC   | Brabham-Ford       | 5   |     |     |     |     |     |     |      |     |     |     |     |     |     | 7   | Ret | 0      |
| NC   | Brabham-Ford       | 6   |     |     |     |     |     |     |      |     |     |     |     |     |     | Ret | Ret | 0      |
| NC   | Wolf-Ford          | 20  | Ret | Ret | 8   | Ret | Ret | Ret | Ret  | 9   | Ret | Ret | Ret | Ret | Ret | DNQ | Ret | 0      |
| NC   | Ensign-Ford        | 22  | 11  | 13  | DNQ | Ret | DNQ | DNQ | DNQ  | DNQ | 13  | DNQ | Ret | DNQ | DNQ | DNQ | Ret | 0      |
| NC   | Alfa Romeo         | 35  |     |     |     |     |     | Ret |      | 17  |     |     |     |     | Ret |     | Ret | 0      |
| NC   | Alfa Romeo         | 36  |     |     |     |     |     |     |      |     |     |     |     |     | 12  | Ret | DNQ | 0      |
| NC   | Merzario-Ford      | 24  | Ret | DNQ | DNQ | Ret | DNQ | DNQ | DNPQ | DNQ | DNQ | DNQ | DNQ | DNQ | DNQ | DNQ | DNQ | 0      |
| NC   | Rebaque-Ford       | 31  |     |     |     |     |     |     |      |     |     |     |     |     | DNQ | Ret | DNQ | 0      |
| NC   | Kauhsen-Ford       | 36  |     |     |     |     | DNQ | DNQ |      |     |     |     |     |     |     |     |     | 0      |
| Pos. | Constructor        | N.º | ARG | BRA | RSA | USW | ESP | BEL | MON  | FRA | GBR | GER | AUT | NED | ITA | CAN | USA | Puntos |

| Color      | Resultado                          |
| ---------- | ---------------------------------- |
| Oro        | Ganador                            |
| Plata      | 2.º puesto                         |
| Bronce     | 3.er puesto                        |
| Verde      | Finalizó en los puntos             |
| Azul       | Finalizó sin puntos                |
| Azul       | NC - No clasificado                |
| Violeta    | Ret - No terminó                   |
| Rojo       | DNQ - No se clasificó              |
| Rojo       | DNPQ - No se preclasificó          |
| Negro      | DSQ - Descalificado                |
| Blanco     | DNS - No empezó                    |
| Blanco     | WD - Retirado                      |
| Blanco     | C - Carrera cancelada              |
| Azul claro | TD - Entrenamientos libres (2003-) |
| Sin color  | DNP - Inscrito, pero no participó  |
| Sin color  | INJ - Inscrito, pero lesionado     |
| Sin color  | EX - Excluido                      |

| Estado  | Resultado                                                                             |
| ------- | ------------------------------------------------------------------------------------- |
| Negrita | Pole position                                                                         |
| Cursiva | Vuelta rápida                                                                         |
| 1-8     | Posiciones puntuables de clasificación sprint (2021-)                                 |
| †       | No acabó el Gran Premio, pero fue clasificado ya que completó el porcentaje necesario |
| ‡       | Monoplaza compartido                                                                  |
| ~       | Se otorgó la mitad de puntos ya que no se cumplió con el 75% de la carrera            |
| ≠       | No obtuvo puntos ya que era piloto invitado                                           |
| F2      | Inscrito para carrera de Fórmula 2, no sumaba puntos                                  |

### Estadísticas del Campeonato de Constructores
| Pos. | Constructor | Motor      | Puntos | Victorias | Podios | Poles |
| ---- | ----------- | ---------- | ------ | --------- | ------ | ----- |
| 1    | Ferrari     | Ferrari    | 113    | 6         | 13     | 2     |
| 2    | Williams    | Ford       | 75     | 5         | 10     | 2     |
| 3    | Ligier      | Ford       | 61     | 3         | 8      | 4     |
| 4    | Lotus       | Ford       | 39     |           | 5      |       |
| 5    | Tyrrell     | Ford       | 28     |           | 4      |       |
| 6    | Renault     | Renault    | 26     | 1         | 4      | 6     |
| 7    | McLaren     | Ford       | 15     |           | 1      |       |
| 8    | Brabham     | Alfa Romeo | 7      |           |        |       |
| 9    | Arrows      | Ford       | 5      |           |        |       |
| 10   | Shadow      | Ford       | 3      |           |        |       |
| 11   | ATS         | Ford       | 2      |           |        |       |
| 12   | Fittipaldi  | Ford       | 1      |           |        |       |
| NC   | Brabham     | Ford       |        |           |        |       |
| NC   | Wolf        | Ford       |        |           |        |       |
| NC   | Ensign      | Ford       |        |           |        |       |
| NC   | Alfa Romeo  | Alfa Romeo |        |           |        |       |
| NC   | Merzario    | Ford       |        |           |        |       |
| NC   | Rebaque     | Ford       |        |           |        |       |
| NC   | Kauhsen     | Ford       |        |           |        |       |

## Carreras fuera del campeonato
En 1979 también se celebraron otras tres carreras de Fórmula 1, que no contaron para el campeonato de pilotos ni el de constructores.
| Carrera                        | Circuito       | Fecha            | Piloto ganador    | Constructor ganador | Resultados |
| ------------------------------ | -------------- | ---------------- | ----------------- | ------------------- | ---------- |
| Carrera de Campeones           | Brands Hatch   | 15 de abril      | Gilles Villeneuve | Ferrari             | Resultados |
| Gunnar Nilsson Memorial Trophy | Donington Park | 3 de junio       | Alan Jones        | Williams-Ford       | Resultados |
| Gran Premio Dino Ferrari       | Imola          | 16 de septiembre | Niki Lauda        | Brabham-Alfa Romeo  | Resultados |